# Droit vanuatais
Le droit vanuatais est un droit mixte appliqué au Vanuatu depuis l'indépendance de la France et du Royaume-Uni le 30 juillet 1980 combinant l'héritage de la common law anglaise, du droit civil français et du droit coutumier. Le Parlement du Vanuatu est le principal organe législatif, mais les lois britanniques et françaises d'avant l'indépendance, la common law anglaise et les coutumes indigènes bénéficient d'une certaine reconnaissance constitutionnelle et judiciaire.

## Historique
Le Vanuatu n'existait pas en tant qu'entité unifiée politiquement, juridiquement ou même conceptuellement avant que l'ensemble ne soit nommé Nouvelles-Hébrydes par James Cook en 1774, et par sa colonisation conjointe par la France et le Royaume-Uni en 1906. Les Britanniques et Français établirent un condominium, ou deux autorités séparées mais coexistantes administreraient leurs propres colons ainsi que les colons d'autres nationalités qui choisiraient la juridiction sous laquelle ils veulent se placer. Des règlements conjoints étaient aussi établis, certains affectant aussi les habitants natifs. Cependant, la majeure partie des Néo-hébrydiens indigènes restaient simplement hors de la juridiction de l'administration coloniale, qui considérait de facto que la coutume indigène était suffisante pour régler les sociétés natives, bien que sans garantir à la coutume une reconnaissance officielle. En plus des règlements coloniaux spécifiques émis par le Haut Commissaire britannique du Pacifique occidental, le Commissaire résident britannique aux Nouvelles-Hébrydes, le Haut Commissaire français pour le Pacifique, ainsi que les règlements conjoints du condominium, le droit applicable aux Nouvelles-Hébrydes comprenait les lois du Parlement français prévues pour être appliquées aux Nouvelles-Hébrydes ou aux territoires coloniaux français en général, les lois du Parlement britannique prévues pour s'appliquer aux colonies, et les « règles anglaises de common law et de l'équité ».
Par conséquent, quand les Nouvelles-Hébrydes devinrent la République du Vanuatu après l'indépendance en 1980, le pays n’avait pas hérité de système légal uniforme de la période coloniale ni même pré-coloniale.

## Sources du droit

### Constitution
La Constitution du Vanuatu, entrée en vigueur le 30 juillet 1980, établit la base du droit vanuatais. L'article 2 définit la Constitution comme loi suprême du pays. Les articles 15 et 16 créent un Parlement pour exercer le pouvoir législatif au sein de la République. L'article 47 fonde le pouvoir judiciaire, afin de « résoudre les affaires en droit. Si aucune loi n'est applicable à l'affaire qui lui est présentée, un tribunal doit déterminer le droit substantiel et, lorsque cela est possible, en conformité avec la coutume ». L'article 95 dispose que les « règlements communs et les législations subsidiaires » (Joint Regulations and subsidiary legislation), et le « droit anglais et français en vigueur ou appliqué au Vanuatu » au moment de l'indépendance, continuaient à s'appliquer « de telle manière qu'ils soient conformes à la Constitution », et (dans la version anglaise de la Constitution) en « prenant compte de la coutume », jusqu'à ce qu'une nouvelle loi vienne remplacer ces dispositions. L'article 95(3) dispose que « le droit coutumier doit continuer à être appliqué en tant que droit de la République du Vanuatu », sans spécifier de restrictions. L'article 95 a été interprété comme reconnaissant la continuité de la common law anglaise, du principe d'équité ainsi que des lois coloniales et britanniques.
La version française de l'article 95, situé à l'article 93, dont la valeur légale est identique à la version anglaise, dispose que les lois britanniques et françaises en vigueur au moment de l'indépendance continuent de s'appliquer lorsqu'elles sont compatibles avec la coutume. Ainsi, alors que le texte anglais donne prééminence aux lois coloniales sur la coutume, la version française prévoit le contraire. Cette contradiction n'a pas été résolue, bien qu'en pratique, les tribunaux ont préféré l'application des lois pré-indépendances à la coutume.
Pour clarifier cette situation, les lois révisées du Vanuatu (Revised Laws of Vanuatu) ont été adoptées en 1988 dans le but de consolider et d'avoir un effet déclaratoire des lois écrites applicables.

### Codification
Les procédures pénales et civiles sont codifiées dans un Code de procédure civile et un Code de procédure pénale adoptés peu après l'indépendance.

### Coutumes
Le droit coutumier à Vanuatu est, par sa nature, divers, car chaque communauté avait ses propres coutumes. Par conséquent, le droit coutumier est principalement utilisé par les Cours locales. En 1983, le Island Courts Act créa des Cour dont la juridiction s'étendait sur les affaires civiles et pénales mineures en accord avec la coutume, « dès lors qu'elle n’entre pas en conflit avec une loi écrite et n’est pas contraire à la justice, la moralité, et l'ordre public ».

## Juridictions
Les Island Courts s'occupent des affaires mineures en matière civile et pénale, ainsi que des affaires concernant la propriété des terres. Les Magistrate's Courts peuvent entendre certaines affaires en matière civile et pénale en première instance, et être le lieu d'appel des décisions rendues par les Island Courts à l'exception des affaires concernant le droit de propriété (les affaires concernant ce domaine vont directement devant la Cour suprême en appel). La Cour suprême a une « juridiction illimitée pour statuer en matière civile et pénale », et reçoit les appels des Magistrate's Courts. La Cour d'appel « a les mêmes pouvoir, autorité et juridiction que la Cour suprême » et reçoit les appels provenant de cette dernière. La Cour d'appel est « constituée de deux juges ou plus issus de la Cour suprême et siégeant ensemble »,.
La Cour suprême peut donner des interprétations contraignantes de la Constitution,.

## Coexistence du droit anglais et français
Dans les rares cas où les droits anglais et français applicables au Vanuatu se contredisent, le juge en chef Vaudin d'Imecourt considéra, dans l'affaire Banga v. Waiwo (1996) que les tribunaux devaient « trouver une solution en conformité avec les règles de l'équité ».
En pratique, les tribunaux ont eu tendance à favoriser le maintien de la procédure légale britannique. Le case law, un principe légal anglais, s'applique au Vanuatu, permettant aux juges de former du droit par leurs jugements et interprétations, et de créer des précédents contraignants. En common law anglaise, les précédents s'appliquent préférablement aux autres sources légales. Le juge en chef Vaudin d'Imecourt a expliqué cela par le fait que la majorité des professionnels du droit au Vanuatu ont reçu une formation en common law, et peu ou pas en droit français (ni en coutume du Vanuatu).

## Coexistence de la coutume et d'autres sources du droit
Miranda Forsyth, de l'Université du Pacifique Sud, a soutenu que la coutume (connue en bichelamar sous le nom de kastom) est de facto ignorée par les cours et seulement (et non-officiellement) « administrée par les communautés et les chefs ». Elle ajoute que les juges ont été réticents à l'appliquer non seulement parce qu'ils sont spécialisés en common law, mais aussi parce qu'ils ont considéré que la coutume, qui est de manière inhérente locale, était peu adaptée pour être appliquée par les juridictions nationales, où le principe de stare decisis donne à une coutume locale une force contraignante dans tout le pays,.

## Sources
- (en) Cet article est partiellement ou en totalité issu de l’article de Wikipédia en anglais intitulé « Law of Vanuatu » (voir la liste des auteurs).

## Compléments